# Méthode ab initio de chimie quantique
Les méthodes ab initio de chimie quantique sont des méthodes de chimie numérique basées sur la chimie quantique. La méthode ab initio la plus simple de calcul de structure électronique est le schéma Hartree-Fock (HF), dans laquelle la répulsion coulombienne électron-électron n'est pas spécifiquement prise en compte. Seul son effet moyen est inclus dans le calcul. Lorsque la taille de la base est augmentée, l'énergie et la fonction d'onde tendent vers une limite appelée limite Hartree-Fock. De nombreux types de calculs, connus sous le nom de méthodes post-Hartree-Fock, commencent par un calcul Hartree-Fock et sont ensuite corrigés pour la répulsion électron-électron, aussi connue comme corrélation électronique. La théorie de la perturbation de Møller-Plesset (MPn) et la théorie des clusters couplés (CC) sont des exemples de ces méthodes post-Hartree-Fock,
.
Dans certains cas, particulièrement pour les processus de ruptures de liaisons, la méthode Hartree-Fock est inadéquate et cette fonction de référence à un seul déterminant n'est pas une bonne base pour les méthodes post-Hartree-Fock. Il est alors nécessaire de débuter avec une fonction d'onde comprenant plus d'un déterminant comme un champ multi-configurationnel auto-cohérent et des méthodes ont été développées utilisant ces références multi-déterminants pour des améliorations.
La base (qui est habituellement construite à partir de l'ansatz de combinaison linéaire d'orbitales atomiques) utilisée pour la résolution de l'équation de Schrödinger n'est quasiment jamais complète, et ne couvre donc pas l'espace de Hilbert associé avec les processus d'ionisation et de diffusion (voir spectre continu pour plus de détails). Dans les méthodes Hartree-Fock et d'interaction de configuration, cette approximation permet de traiter l'équation de Schrödinger comme une « simple » équation aux valeurs propres du hamiltonien moléculaire électronique, avec un ensemble discret de solutions.

## Classes de méthodes
Les classes les plus utilisées de méthodes de structure électronique ab initio sont :

### Méthodes Hartree-Fock
- Hartree-Fock (HF)
- Hartree-Fock restreinte pour couche ouverte (Restricted Open-shell Hartree-Fock, ROHF)
- Hartree-Fock non restreinte (Unrestricted Hartree-Fock, UHF)

### Méthodes post-Hartree-Fock
- Théorie de la perturbation de Møller-Plesset (MPn)
- Interaction de configuration (CI)
- Méthode du cluster couplé (CC)
- Interaction de configuration quadratique (en) (QCI)
- Méthodes composites de chimie quantique

### Méthodes multi-références
- Champ multi-configurationnel auto-cohérent (MCSCF)
- Interaction de configuration multi-référence (Multi-reference configuration interaction, MRCI)
- Théorie de la perturbation de l'état valence à N-électrons (N-Electron Valence state Perturbation Theory, NEVPT)
- Théorie de la perturbation de l'espace actif complet (Complete Active Space Perturbation Theory, CASPTn)

## Précision et scalabilité
Les méthodes de structure électronique ab initio ont l'avantage de pouvoir être conçues pour converger vers la solution exacte, lorsque toutes les approximations sont suffisamment faibles en intensité. En particulier, l'interaction de configuration où toutes les interactions sont incluses (appelée « CI complète » - Full CI) tend vers la solution exacte non-relativiste de l'équation de Schrödinger. La convergence, cependant, n'est pas monotone, et les plus petits calculs donnent parfois les meilleurs résultats pour certaines propriétés. Le défaut majeur des méthodes ab initio est leur coût numérique. Elles nécessitent parfois des quantités énormes de temps de calcul, de mémoire, et d'espace disque. La méthode de Hartree-Fock est nominalement scalaire en N4 (N étant le nombre de fonctions dans la base) c'est-à-dire qu'un calcul deux fois plus gros met seize fois plus longtemps à converger. Cependant, en pratique, elle peut fonctionner à une échelle proche de N3 si le code identifie les zéros et les intégrales très faibles pour les négliger. Les calculs corrélés sont scalés encore moins favorablement - MP2 en N5 ; MP4 en N6 et le cluster couplé en N7. Les méthodes DFT fonctionnent de manière similaire aux méthodes Hartree-Fock, mais avec un terme de proportionnalité plus important. Les calculs DFT sont donc toujours plus coûteux qu'un calcul Hartree-Fock équivalent.

### Approches à scalabilité linéaire
Le problème du coût numérique peut être traité par des schémas de simplification.
Dans le schéma de lissage de densité, les intégrales à quatre indices utilisées pour décrire l'interaction entre les paires d'électrons sont réduites à des intégrales à deux ou trois indices plus simples, en traitant les densités de charges qu'elles contiennent d'une manière simplifiée. Cela réduit la scalabilité par rapport à la taille de la base. Les méthodes employant ce schéma sont indiquées par le préfixe « df- », ainsi par exemple la MP2 avec lissage de densité est df-MP2 (les lettres minuscules sont indiquées pour éviter la confusion avec la DFT). Dans l'approximation de l'orbitale locale, les orbitales moléculaires, qui sont formellement étendues à la molécule entière, sont restreintes à des domaines restreints. Cela élimine les interactions entre les paires d'électrons distants et donc réduisent drastiquement la scalabilité par rapport à la taille moléculaire, un problème majeur dans le traitement des molécules à taille biologique. Les méthodes employant ce schéma sont indiquées par le préfixe « L », e.g. LMP2. Ces deux schémas peuvent être employés ensemble, comme dans la méthode df-LMP2 récemment développée.

## Méthodes de liaisons de valence
Les méthodes de liaisons de valence (valence bond methods, VB) sont généralement ab initio bien que des versions semi-empiriques aient été proposées. Les approches VB actuelles sont :
- Méthode de la liaison de valence généralisée (Generalized valence bond, GVB)
- Théorie de la liaison de valence moderne (Modern valence bond theory, MVBT)

## Méthode Monte Carlo quantique
Une méthode évitant les surestimations variationnelles Hartree-Fock en premier lieu est la méthode de Monte Carlo quantique (QMC), dans ses formes variationnelle, diffusive et de fonction de Green. Ces méthodes marchent avec une fonction d'onde explicitement corrélée et évaluent numériquement les intégrales en utilisant une intégration Monte Carlo. De tels calculs peuvent être très couteux numériquement, mais elles sont probablement les plus fiables connues à ce jour.